# Jean-Baptiste-Antoine Georgette du Buisson de La Boulaye
Jean-Baptiste-Antoine Georgette du Buisson, vicomte de La Boulaye (12 novembre 1781, Versailles - 20 février 1856, Bourg-en-Bresse), est un administrateur public et homme politique français.

## Biographie
Fils d'Antoine Jean Georgette du Buisson de La Boulaye, huissier de la chambre du roi et gouverneur des pages de la chambre, et de Margueritte du Tillet, il a pour parrain Mgr Jean Baptiste de Beauvais, son parent.
Il entre dans l'administration sous la Restauration, comme secrétaire général du ministre de la Maison du Roi, et est créé vicomte le 8 janvier 1820. 
Le 24 novembre 1827, il est élu député, au collège de département de l'Ain. Il siège parmi les ministériels, et soutint le ministère Polignac. 
Le 3 juillet 1830, il est réélu. Dévoué à la branche aînée des Bourbons, il démissionne le 19 août 1830, n'acceptant pas le nouvel ordre de choses.
Marié à Marie-Aloyse de La Chapelle, fille de Charles-Gilbert de La Chapelle, capitaine de cavalerie, commissaire général de la Maison du Roi, secrétaire des Commandements du Dauphin et des Enfants de France, et surintendant de la maison de Madame Elisabeth, et de Marie-Emilie Leschevin, il est le grand-père du peintre Paul de La Boulaye.

## Pour approfondir